# Karl Grün
Karl Grün (30 de setembro de 1817 - 18 de Fevereiro 1887), também conhecido pelo seu apelido Ernst von der Haide, foi um jornalista, filósofo, teórico político e socialista alemão. 
Ele desempenhou um papel proeminente em movimentos políticos radicais que antecederam as Revoluções de 1848 e posteriormente participando nelas. Ele era um associado de Heinrich Heine, Ludwig Feuerbach, Pierre-Joseph Proudhon, Karl Marx, Mikhail Bakunin e outros figuras políticas radicais da época.

## Jovem hegelianismo, o "verdadeiro socialismo" e ativismo precoce
Karl Theodor Ferdinand Grün nasceu em Lüdenscheid, uma cidade de Vestefália, em seguida, sob o controle prussiano. Seu pai era um professor. Seu irmão mais novo, Albert Grün, foi um poeta que mais tarde ganhou alguma notoriedade pelo seu papel na revolução de 1848-49. Quando estudante secundário em Wetzlar, Grün se envolveu em ativismo político radical, ajudando a produzir e distribuir panfletos ilegais. De 1835 a 1838, estudou filologia e teologia na Universidade de Bonn e filologia e filosofia na Universidade de Berlim, onde concluiu o doutorado. 
Um dos seus colegas  foi Karl Marx. Grün e Marx freqüentavam os círculos radicais filosóficos dos Jovens hegelianos e ele foi fortemente influenciada pelo "materialismo humanista" de Ludwig Feuerbach. Grün também foi fortemente influenciado por teorias de socialistas franceses contemporâneos, e associou-se com o grupo dos "verdadeiros socialistas" em torno de Moses Hess, um jovem filósofo hegeliano e precursor do sionismo trabalhista. (Karl Marx e Friedrich Engels criticaram duramente a "verdadeiros socialistas" como utópicos e cripto-idealistas).
Grün argumentou que os seres humanos são seres materiais que são por natureza sociais e precisam da comunidade de outros para sobreviver. De Feuerbach, ele adotou a tese de que a ideia de Deus é meramente uma representação alienada de sociabilidade humana ou das espécie, refletindo o caráter alienante e injusto das reais condições sociais humanas. Ao contrário de Feuerbach, cujo socialismo era em grande parte passivo, Grün queria uma "filosofia da ação", porque a alienação espiritual da humanidade na religião só poderia ser superada se a alienação política-econômica dos seres humanos na sociedade fosse superada por meio de ação revolucionária. 
Como muitos jovens hegelianos, Grün viu como paralelo e complementar o desenvolvimento da teoria socialista na França e na revolução da filosofia crítica na Alemanha. Grün seguiu Hess e os "verdadeiros socialistas" ao afirmar que a luta pela emancipação humana não poderia ser bem sucedida a menos que a filosofia crítica tornar-se socialista e socialismo fosse infundido com uma crítica filosófica. (Marx veio a rejeitar essa visão por dar prioridade indevida a ideologia sobre infra-estrutura material).
Grün retornou à Alemanha em 1842. Seu jornalismo radical, defendendo a democracia e professando simpatias republicanas e socialistas, e sua associação conhecida com radicais círculos políticos, fez sua carreira acadêmica impossível. A Universidade de Marburg, se recusou a ter Grün como um estudante de pós-doutoramento, e as autoridades prussianas o colocou em uma lista de 'criminosos políticos. 
Ele foi expulso de vários estados alemães e viveu em várias cidades ao longo dos anos (o mais extensivamente em Colónia), sustentando-se por meio do jornalismo, dando palestras sobre temas literários e trabalhando como professor em escolas. Em círculos democráticos gozava de uma determinada celebridade. Ele contribuiu para um número de publicações radicais, incluindo o jornal Der Sprecher ('O Presidente') e do jornal mensal Bielefelder Monatsschrift. Muitas destas publicações acabaram proibidos pelas autoridades. 
Em 1843, Grün (junto com Marx, Hess e outros) participaram na controvérsia sobre o ensaio de Bruno Bauer "A Questão Judaica", que opunha-se aos direitos civis dos judeus. Grün rejeitava a posição de Bauer.

## Exílio, e revolução
Em 1844, com falta de dinheiro, sob a pressão da censura e medo de ser preso, Grün, mais uma vez foi para o exílio. Ele se mudou para Bruxelas, onde se associou com o poeta radical Ferdinand Freiligrath e seu caminhos mais uma vez cruzou com Marx. Tendo sido expulso pelo governo belga, juntamente com Marx e outros refugiados alemães, ele se estabeleceu em Paris. La Grün fez amizade com o filósofo anarquista Pierre-Joseph Proudhon, cujos escritos o haviam influenciado e cujas ideias ele ajudou a popularizar entre os radicais alemães. Por sua vez, Grün foi instrumental na introdução de Proudhon a filosofia hegeliana e feuerbachiana. Outro conhecido no exílio foi o russo Mikhail Bakunin, que tinha sido envolvido em círculos de jovens hegelianos na ]]Rússia]] e na Alemanha nos anos 1830 e 1840 e também fora viver em Paris. Em 1845, Grün publicou uma notável história inicial do socialismo no mundo francófono, Die sozialen Bewegungen em Frankreich und Belgien. 
Em fevereiro de 1848, Grün acolheu com entusiasmo a revolução contra o rei Luís Filipe I e o estabelecimento da Segunda República Francesa. Um mês depois, a revolução se espalhou para vários estados alemães, e Grün voltou para a Alemanha. Instalou-se em Trier, tornando-se um dos principais membros do "Clube Democrático" local e retomou o seu jornalismo político. 
Em 1849 ganhou a eleição em Wittlich e assumiu como um deputado da extrema-esquerda na Assembleia Nacional prussiana. À medida que a Revolução começou a perder o ímpeto, o governo da Prússia decidiu dissolver a Assembleia. Grün ajudou a organizar um grande comício de protesto, o que levou a uma insurreição local e uma tentativa de invadir o arsenal de Prüm. Embora ele não participou no assalto ao arsenal, Grün foi acusado de "responsabilidade intelectual" para o levante e foi preso. Após a sua libertação, ele mais uma vez foi para o exílio. Ele voltou a Bruxelas, porque ele se opôs energicamente ao regime de  Napoleão III, cuja velada ambições cesárea foram confirmadas pelo golpe de Estado de Dezembro de 1852. Grün viveu em Bruxelas de 1850 a 1861, atuando principalmente como professor particular e escrevendo artigos contra Napoleão III. Em 1859 ele deu aulas na Universidade de Bruxelas.

## Anistia, literatura e política democrática
Em 1861, uma anistia permitiu Grün retornar ao território prussiano. Ele viajou amplamente, dando palestras e participando da abertura da Assembleia Nacional do recém-unificado Estado italiano em 1861. Em 1862 ele se estabeleceu em Frankfurt, onde lecionou história da literatura no Instituto Politécnico. Ele também escreveu para o "Frankfurter Neue Zeitung". Em 1865 ele se mudou para Heidelberg. Grün continuou politicamente ativo, envolvendo-se com os democráticos do "Partido do Povo" (um dos precursores do Partido Social-Democrata alemão) e opondo-se as ambições da Prússia para estabelecer a hegemonia na Alemanha. Na Guerra Austro-Prussiana de 1866, ele tomou uma postura anti-prussiana, não por simpatizar com pretensões imperiais dos Habsburgos, mas por hostilidade às ambições dos Hohenzollern. 
Em 1867 ele participou do Congresso Internacional da Liga da Paz e da Liberdade, em Genebra, juntamente com John Stuart Mill, Bakunin e Giuseppe Garibaldi. Grün mudou-se para Viena em 1868, onde permaneceu pelo resto de sua vida. Lá, ele editou o periódico "Correspondência Democrática" e deu palestras sobre arte, literatura e filosofia. 
Suas publicações durante esses anos incluiu uma edição da correspondência e escritos póstumos de seu mentor Ludwig Feuerbach, uma biografia em dois volumes filosófico de Feuerbach, e várias outras obras sobre filosofia , arte, literatura e história. Em 1871, Grün saudou a revolta da Comuna de Paris. Em 1870 ele apoiou a criação de círculos de trabalhadores, que se tornou uma das fontes do partido socialista austríaco (fundado após a morte de Grün). Grün morreu em Viena.

## Obras de Karl Grün
As principais obras de Karl Grün até agora não foi traduzida em inglês, embora alguns de seus artigos foram incluídos em antologias de vários jovens escritos hegelianos. Suas publicações em alemão incluem:
- 1843: Die Judenfrage. Gegen Bruno Bauer. [Questão Judaica. Contra Bruno Bauer.]
- 1844: Friedrich Schiller als Mensch, Geschichtschreiber, Denker und Dichter. [ Friedrich Schiller, como homem, historiador filósofo e poeta.]
- 1845: Die soziale Bewegung in Frankreich und Belgien. Briefe und Studien. [Movimento Social na França e na Bélgica. Letras e Estudos.]
- 1846: Über Goethe vom menschlichen Standpunkte. [Goethe a partir do ponto de vista humano.]
- 1860: Louis Napoleon Bonaparte, die Sphinx auf dem französischen Kaiserthron. [Luís Napoleão Bonaparte, No Trono Imperial Francês]
- 1861: Italien im Frühjahr 1861. [ Itália na Primavera de 1861.]
- 1872: Kulturgeschichte des 16. Jahrhunderts. [História Cultural do Século XVI.]
- 1874: Ludwig Feuerbach (2 volumes).
- 1876: Die Philosophie in der Gegenwart. [Filosofia do Presente.]
- 1880: Kulturgeschichte des 17. Jahrhunderts. [História Cultural do Século XVII.]
- Grün também publicou uma tradução alemã de Proudhon System of Economic Contradictions: The Philosophy of Poverty, em 1847, e uma edição do poeta Ludwig Borne Cartas de Paris em 1868.

Uma seleção de seus escritos em alemão foi publicado, com uma introdução filosófica, por Manuela Koppe:
- Grün, K., Ausgewählte Schriften em zwei Banden. Ed. M. Köppe. Berlin, 2005.